# Jovtokameanka, Sakî
Jovtokameanka (în ucraineană Жовтокам'янка) este un sat în comuna Suvorovske din raionul Sakî, Republica Autonomă Crimeea, Ucraina.

## Demografie
Componența lingvistică a localității Jovtokameanka
     Rusă (86,29%)
     Tătară crimeeană (7,36%)
     Ucraineană (5,58%)
     Alte limbi (0,51%)
Conform recensământului din 2001, majoritatea populației localității Jovtokameanka era vorbitoare de rusă (86,29%), existând în minoritate și vorbitori de tătară crimeeană (7,36%) și ucraineană (5,58%).